# Плотина Хамрин
Плотина Хамрин — плотина, расположенная на русле реки Альванд в мухафазе Дияла на северо-востоке Ирака. Она была открыта в июне 1981 года. Плотина направлена на регулирование течения реки Хелуан и борьбу с наводнениями, а также считается одним из источников обеспечения ирригационной воды на площади более четверти миллиона гектаров в Ираке. Плотина расположена в 120 километрах к северо-востоку от Багдада. Она также обеспечивает 50 мегаватт электроэнергии.